# Agnosthaetus vicinus
Agnosthaetus vicinus (лат.) — вид жуков-стафилинид рода Agnosthaetus из подсемейства Euaesthetinae (Staphylinidae). Эндемик Новой Зеландии (Южный остров).

## Описание
Мелкие жуки-стафилиниды, длина около 3 мм. Основная окраска красновато-коричневая. Данный вид можно отличить от всех других видов из рода Agnosthaetus по сочетанию относительно крупного размера и по дополнительной макрощетинке переднеспинки, но также сочетанием отсутствия микроскульптуры на дорсальных поверхностях головы и груди (за исключением слабо выраженной передней части дорсальных тенториальных борозд), слабо вдавленной медиальной борозды переднеспинки, которая отделена как от передней точки переднеспинки, так и от базальной ямки (последняя из которых практически отсутствует, редуцирована самое большее до мелких точек), имеются два отчётливых латеральных гребня надкрылий и заднегрудной плевральный гребень. Апикальный край лабрума несёт 20—26 зубцов у самцов и 19—26 у самок. Крылья отсутствуют. Голова, пронотум и надкрылья гладкие. Глаза крупные (занимают почти половину боковой стороны головы). Усики 11-члениковые. Нижнечелюстные щупики состоят из 4 сегментов, а нижнегубные 3-члениковые. Лабиум с парой склеротизированных шипиков. III—VII-й абдоминальные сегменты без парасклеритов. III-й абдоминальный тергит слит со стернитом, образуя кольцевидный сегмент. Базальный членик задних лапок отчётливо вытянутый и длиннее двух последующих тарзомеров. Обладают формулой лапок 5—5—4.
Место обитания: лес из Nothofagus. Образцы были взяты в основном из мха и различных видов опавших листьев. Фенология: круглогодично. Высота на уровнем моря: 100–1096 м.

## Систематика
Вид был первоначально описан в 1921 году крупным новозеландским колеоптерологом Томасом Броуном (Thomas Broun; 1838—1919) под названием Dimerus vicinus Broun, 1921.
В 1939 году немецким колеоптерологом Максом Бернхауэром (Max Bernhauer; 1866—1946) вид включён в состав рода Agnosthaetus Bernhauer, 1939. Валидный статус подтверждён в ходе ревизии, проведённой в 2011 году американским энтомологом Дэйвом Кларком (Clarke, 2011). Этот вид немного похож на Agnosthaetus leviceps, но сильно отличается от всех других и выделен в отдельную монотипическую видовую группу. Agnosthaetus vicinus уникален тем, что является единственным известным видом рода с шестью парами макрохет переднеспинки. Таким образом, его можно с уверенностью идентифицировать только по этому признаку (или по щетинковой пунктуре, если щетинка отсутствует). Отсутствие отчётливых базальных ямок переднеспинки у A. vicinus характерно только для A. leviceps. Его можно отличить от этого вида дополнительно по пунктировке головы, двум отчётливым боковым гребням надкрылий, заднегрудному плевральному гребню и шовной полосе надкрылий.